# The Dictators
The Dictators är en amerikansk rockgrupp bildad i New York City 1973.
Gruppens inflytelserika debutalbum The Dictators Go Girl Crazy! gavs ut 1975. Banduppsättningen bestod då av basisten och sångaren Andy Shernoff, gitarristerna Ross "The Boss" Friedman och Scott "Top Ten" Kempner, sångaren "Handsome Dick" Manitoba och trumslagaren Stu Boy King.

## Medlemmar
Nuvarande medlemmar
- Ross "The Boss" Friedman – sologitarr, bakgrundssång (1973–1979, 1991–)
- Richard Manitoba – sång (1975–1979, 1991–)
- J.P. Patterson – trummor (1991–1996, 1998–)
- Daniel Rey – gitarr (2011–)
- Dean Rispler – basgitarr (2011–)

Tidigare medlemmar
- Andy Shernoff – basgitarr, keyboard, sång, bakgrundssång (1973–1975, 1976–1979, 1991–2011)
- Scott "Top Ten" Kempner – rytmgitarr (1973–1979, 1991–2002, 2004–2011)
- Stu Boy King – trummor (1973–1975; död 2018)
- Ritchie Teeter – trummor (1976–1979; död 2012)
- Mark Mendoza – basgitarr (1976–1978)
- Mel Anderson – trummor (1979)
- Frank Funaro – trummor (1996–1998)

## Diskografi
Studioalbum
- 1975 – The Dictators Go Girl Crazy!
- 1977 – Manifest Destiny
- 1978 – Bloodbrothers
- 2001 – D.F.F.D.

Livealbum
- 1981 – Fuck 'Em If They Can't Take a Joke
- 1998 – New York, New York
- 2005 – ¡Viva Dictators!

Samlingsalbum
- 2007 – Every Day Is Saturday
- 2014 – Faster... Louder - The Dictators' Best 1975-2001

Singlar
- 1977 – "Hey Boys" / "Disease"
- 1977 – "Search & Destroy" / "Sleepin' With The TV On"
- 1977 – "Heartache" / "Search And Destroy"
- 1977 – "Sleepin' With The T.V. On" / "Science Gone Too Far!"
- 1996 – "I Am Right" / "Loyola"
- 1997 – "Who Will Save Rock And Roll?" / "The Savage Beat"
- 2001 – "Avenue A" / "New York, New York"
- 2007 – "16 Forever" / "Stay With Me"